# Tonya Kinzinger
 (janvier 2014).
Tonya Kinzinger, née le 20 juin 1968 à Monroe (Michigan), est une actrice et animatrice américaine installée en France.
Elle a également été mannequin avant d'entamer sa carrière de comédienne et d'animatrice.
Elle est surtout connue pour ses rôles dans des séries télévisées : elle a notamment interprété Cathy dans Extrême limite de 1994 à 1999 et Jessica Lowry dans Sous le soleil entre 1996 et 2008 sur TF1. Elle incarne le Dr Janet Lewis-Becker dans le feuilleton de France 2 Un si grand soleil depuis 2019.
En outre, elle a coanimé avec Matthieu Delormeau le télé-crochet Star Academy sur NRJ 12 en 2012-2013 et terminé cinquième de Danse avec les stars sur TF1, en 2014.

## Biographie

### Formation et débuts
Enfant, Tonya Kinzinger se passionne pour la danse. Elle intègre plus tard une école de danse à New York. Elle rencontre un photographe qui l'engage pour poser comme modèle, puis arrive à Paris. Elle choisit de poursuivre sa carrière en tant que comédienne.

### Carrière
En 1990, elle débute au cinéma dans le film Dancing Machine de Gilles Béhat, au côté d'Alain Delon, Claude Brasseur et du danseur étoile Patrick Dupond. Elle apparaît à la télévision, tout d'abord dans le téléfilm Les Dessous de la passion de Jean Marbœuf en 1991, puis dans un épisode de la série policière de France 2 Nestor Burma avec Guy Marchand, l'année suivante.
Pour TF1 elle interprète Cathy dans la série Extrême Limite de 1994 et 1999, et incarne le personnage de Jessica Lowry dans Sous le soleil à partir de l'épisode 11, en 1996. Elle y assure également la narration des résumés de certains épisodes.
En 2006, elle se rend à Los Angeles dans les studios de la CBS pour tourner trois épisodes de la série américaine Amour, Gloire et Beauté.
En 2007, en parallèle de son rôle de Jessica dans Sous le soleil, Tonya Kinzinger lance, aux côtés de Christophe Lebo, sa première collection de mode nommée « Tonya - K. ».
Toujours la même année, elle retourne au cinéma, en jouant dans le film Fool Moon, tourné en Bretagne en juillet et août 2007.
Le 26 mai 2008, elle reprend les tournages de Sous le soleil pour les seize derniers épisodes de la série.
En 2009, Tonya Kinzinger tourne dans le pilote d'une série réalisée par son ami réalisateur Jean-Marc Thérin, Presque célèbre, créé et écrit par Rachel Suissa aux côtés de Rachel Suissa, Maxime, Philippe Lelièvre, Vanessa Guide ou encore Vincent McDoom, Stéphane Blancafort, Jean-Louis Tribes, Olivier Domerc, Fabio Zenoni, etc.
En 2011, elle joue dans la pièce de théâtre Le Président, sa femme et moi aux côtés de Stéphane Slima, l'un de ses compères de la série Sous le soleil.
En 2012, elle refuse de reprendre le rôle de son personnage de Jessica dans la suite de Sous le soleil, intitulée Sous le soleil de Saint-Tropez et se consacre à la série Dreams : 1 Rêve 2 Vies pour NRJ12. 
Du 6 décembre 2012 au 28 février 2013, elle coanime, sur la même chaîne, les prime-time de la saison 9 de Star Academy avec Matthieu Delormeau. 
À l'automne 2014, elle participe à la cinquième saison de l'émission Danse avec les stars sur TF1, aux côtés du danseur Maxime Dereymez, et termine cinquième de la compétition.
Le 23 novembre 2014, elle anime la finale du concours Top Model Belgium au Lido à Paris.
Elle est à l'affiche de la comédie musicale Hit Parade dont la première a lieu en janvier 2017.
Début 2018, elle joue dans la pièce de théâtre Veuve à tout prix !
Fin 2018, elle intègre la distribution du feuilleton télévisé quotidien de France 2, Un si grand soleil, après une absence de dix ans dans une fiction régulière.

### Vie privée
Le 27 décembre 1998, Tonya Kinzinger épouse Bernard Lignon qu'elle a rencontré sur le tournage de Sous le soleil où il officie comme assistant réalisateur. Ils ont un fils, Sacha, né  en 2003. En 2005, Tonya est à nouveau enceinte mais perd l'enfant[réf. nécessaire].

## Filmographie

### Cinéma

#### Longs métrages
- 1990 : Dancing Machine de Gilles Béhat : Daphné
- 2008 : Fool Moon de Jérôme L'Hotsky : Sally
- 2016 : Les obstacles de la vie (A Sunday Horse) de Vic Armstrong : Mrs. Dumar

#### Courts-métrages
- 1993 : Une histoire d'amour de Marc Saez
- 1998 : Tatoo de Gregori Baquet : la fiancée
- 2007 : Réponds moi d'Hortense Divetain : la mère
- 2012 : Bienvenue aux acteurs anonymes de Mathias Gomis : elle-même
- 2014 : Griot's Lament d'Alex Munoz : Kat
- 2017 : Héritage de Frédéric Ambrosini[1]
- 2019 : La Révélation d'Ivan Frésard

### Télévision
- 1991 : Les Dessous de la passion, téléfilm de Jean Marbœuf : Terry
- 1992 : Nestor Burma - saison 2, épisode 1 Le soleil naît derrière le Louvre, réalisé par Joyce Buñuel : Jennifer « Jenny » Corbin
- 1992 : Les Danseurs du Mozambique (The Myth That Wouldn't Die), téléfilm  de Philippe Lefebvre et Richard Oleksiak : Elise
- 1994 : Highlander (série) - saison 2, épisode 16 Le Vampire réalisé par Dennis Berry : Juliette Jacom
- 1994 : Placé en garde à vue - épisode 21 La Garde-malade réalisé par Marco Pauly : Nancy Harding
- 1994 - 1999 : Extrême Limite : Cathy (dans 54 épisodes)
- 1996 - 2008 : Sous le soleil : Jessica Lowry (saison 1, à partir de l'épisode 11 "Garde à vue" ; saisons 2 à 8 ; saisons 10 à 14 ; invitée saison 9)
- 2001 : Le Monde des ténèbres (Dark Realm) - épisode 7 See no evil : Rebecca
- 2002 : Largo Winch (série) - saison 2, épisode 8 Le Repos du guerrier (Rest and Relaxation) réalisé par Paolo Barzman : Rosalind Campbell
- 2007 : Amour, Gloire et Beauté : Yvette St. Julienne (3 épisodes)
- 2009 : Presque célèbre (série) : Cassandra Brown
- 2010 : L'été où tout a basculé (série) - saison 1, épisode 1 : Maude
- 2011 : Camping Paradis - saison 3, épisode 3 Ça swingue au camping réalisé par Éric Duret : Virginie Jones
- 2014 : Dreams : 1 rêve, 2 vies (série) : Amanda Greyson (40 épisodes)
- 2019 - en cours : Un si grand soleil : Dr Janet Lewis, chef de service de l'hôpital[2]

## Théâtre
- 1996 : Boeing Boeing de Marc Camoletti
- 2011 : Le Président, sa femme et moi, comédie de Bernard Uzan, théâtre de la Grande Comédie : Isabelle Martini Barowski
- 2012 : Les Acteurs sont fatigués d'Éric Assous, mise en scène de Didier Caron : Marianne
- 2018 : Veuve à tout prix ! de Franck Kenny et Maxime Lepelletier, mise en scène d'Alain Cerrer : Muriel
- 2022-2023 : Promesses de campagne de Pierre Sauvil, mise en scène de Ludivine Desrousseaux et Alain Cerrer, théâtre de l'Alhambra
- 2023 : Bas les masques de Bruno Druart et Patrick Angonin, mise en scène d'Olivier Macé, tournée.
- 2024 : Cinq à sept de Neil Simon, mise en scène Gérard Moulévrier, théâtre Tête d'Or

## Émissions de télévision
- 2012-2013 : Saison 9 de Star Academy sur NRJ 12 : coanimation avec Matthieu Delormeau
- 2014 : Saison 5 de Danse avec les stars sur TF1 : candidate, en duo avec Maxime Dereymez
- 2017 : Danse avec les stars : Le grand show sur TF1

## Comédie musicale
- 2017 : Hit Parade, mise en scène de Grégory Antoine